# Guillaume IV de Forcalquier
Guillaume IV de Provence, ou Guillaume II de Forcalquier, né vers 1150 et mort en 1209, est un comte de Forcalquier de la seconde moitié du XIIe siècle et du début du siècle suivant.

## Biographie

### Origines
Guilhem ou Guillaume ou semble naître vers né vers 1150. Il est le fils de Bertrand Ier, comte de Forcalquier, et de Josserande de Flotte.

### Comte de Forcalquier
Il succède à son père avec son frère Bertrand, entre 1149 et 1151. Durant leur règne, ils durent lutter contre le roi Alphonse Ier de Provence (roi d'Aragon sous le nom d'Alphonse II), comte de Provence, qui cherchait à s'étendre vers le nord.
En 1162, le roi d'Aragon obtient contre Guillaume une sentence de l'Empereur germanique, qui lui reprochait de ne pas avoir prêté hommage. Cette sentence est levée le 12 décembre 1174, après que Guillaume se soit déplacé en grande pompe à Roveredo, entouré de ses fidèles. Ce précepte impérial le reconnaît comme vassal direct de l'Empereur. Il rejette donc les demandes de soumission du roi d'Aragon et comte de Provence. En 1177 ou 1178, Alphonse d'Aragon traverse la Durance, s'empare de Pertuis, puis passe le Lubéron par Montfuron et assiège Forcalquier. C'est finalement un arbitrage ecclésiastique qui permet de mettre fin aux hostilités. Le traité de soumission est signé à Saultet Guillaume renonce à faire intervenir son suzerain direct, Frédéric Barberousse, venu se faire couronner à Arles (30 juillet) et de passage à Gap (15 août).
Il rend hommage au frère d'Alphonse Ier, Sanche, envoyé gouverner le comté de Provence en 1181. En 1183, Guillaume IV le soutient dans sa trahison envers le roi d'Aragon, ce qui fut sans conséquence pour lui lorsqu'Alphonse II dépose Sanche, en 1185.

### Mort et succession
Sans héritiers, Guillaume IV hésite une dizaine d'années sur les destinataires de son héritage, faisant plusieurs fois volte-face. Il signe d'abord un traité d'alliance avec Raymond V de Toulouse, stipulant que si l'un des contractants mourait sans héritiers, ses domaines iraient à l'autre (1191). En juillet 1193, il signe deux traités :
- le premier arrange le mariage de son héritière Garsende de Sabran, avec le fils d'Alphonse ;
- le second est un traité d'alliance militaire, Guillaume IV fournissant en gage les trois places d'Aubignosc, Montjustin et Vitrolles (tenues deux ans par des chevaliers désignés à cet effet)[8].

En outre, le traité prévoyait la dévolution du comté à Alphonse Ier à la mort de Guillaume, à l'exception de quelques châteaux (Cucuron, La Motte, Asse, Robion, Ventavon, Upaix, Lazer, Allemagne et Puget) réservés à ses héritiers. Enfin, pour permettre les noces de sa petite-fille, il signe un accord avec Raymond VI de Toulouse en 1195, qui révoque le précédent et délimite nettement leurs possessions et met fin au régime d'indivision entre les deux comtés.
Profitant de la mort d'Alphonse Ier et de la jeunesse de son successeur, il récuse les précédents actes de soumission. Dès la mort de son suzerain connue, il prononce un discours sur les marches de Notre-Dame de Forcalquier, proclamant son indépendance en s'appuyant sur le précepte impérial de 1174. Allié aux Baux, aux comtes de Toulouse, aux princes d'Orange et aux vicomtes de Marseille, il entame les hostilités et ravage le pays d'Aix en 1199. Les seigneurs coalisés échouent cependant à prendre la ville. En 1202, il s'allie au dauphin de Viennois, en lui faisant épouser sa petite-fille et lui donnant les comtés de Gap et d'Embrun, soit toute la partie nord du comté, jusqu'au pont de Sisteron. Les châteaux de Redortiers et de L'Argentière sont laissés en gage. La ville stratégique de Sisteron est prise par Alphonse II la même année. En 1203, pendant une trêve, il proclame avec son ennemi une Paix de Dieu protégeant les « églises, les clercs voyageant sans armes, les troupeaux et les domestiques des églises, les abbayes de moines blancs et de moines noirs, les Templiers, les Hospitaliers, les chanoines réguliers, [...] les léproseries, etc. ». Mais les deux frères furent à nouveau battus par les Catalans et durent se soumettre.
Guillaume meurt en 1209, selon l'Obituaire de Saint-Mary, deux ans après son frère Bertrand.

## Famille
Le nom de son épouse n'est pas connue par les actes. Les spécialistes et auteurs avancent plusieurs noms. Pour les sites de généalogie en ligne, comme fmg.ac/MedLands, il pourrait s'agir d'Adélaïde/Azalais [de Béziers]. D'autres auteurs avancent Cécile [de Béziers]. Elzière (1999) ou Varano (2011) avancent pour leur part Marguerite [de Bourbon], reprenant La Chorographie ou description de la Provence, d'Honoré Bouche (XVIIe siècle). Toutefois, il pourrait s'agir d'une confusion avec Guillaume de Sabran.
Guillaume a de son épouse une fille unique :
- Garsende († avant 1193), mariée en 1178 à Rainon/Raynon/Rainier I/III de Sabran, seigneur du Caylar et d'Ansouis, qui eurent :
  - Garsende (1180 † 1242), comtesse de Forcalquier, mariée en 1193 à Alphonse II d'Aragon, comte de Provence et de Forcalquier,
  - Béatrix, mariée en 1202 à Guigues VI de Bourgogne, dauphin de Viennois.